# Sofía Álvarez Vignoli
Sofía Álvarez Vignoli   (Montevideo, 10 d'agost de 1899 - 12 de maig de 1986) va ser una advocada i política uruguaiana, una de les primeres quatre dones a ingressar a Parlament de l'Uruguai, junt amb Isabel Pinto de Vidal, Julia Arévalo de Roche i Magdalena Antonelli Moreno.

## Biografia
Va néixer en una família simpatitzant del Partit Nacional de l'Uruguai. Els seus pares van ser Teodoro Álvarez i Adela Vignoli.
Graduada com a advocada de la Facultat de Dret de la Universitat de la República, va ser guardonada amb medalla d'or. A la Universitat va conèixer al seu futur marit, Alberto Demicheli. Un cop graduats, es van casar i van tenir dos fills, Julio Alberto (1938-1975) i Maria Adelina Demicheli Álvarez.

## Actuació pública
Va ser una activista del sufragi femení, finalment assolit a l'Uruguai el 1932. A més, va ser una activa promotora dels drets de l'infant, impulsant la seva inclusió en la legislació uruguaiana. El 1946 va escriure un llibre sobre els drets civils de la dona.
La seva activitat diplomàtica va tenir lloc majorment durant la presidència de Gabriel Terra (1933-1938). En les eleccions a al final del seu mandat, les diferències polítiques entre les defensores el sufragi femení es van fer evidents; Álvarez Vignoli va encapçalar un grup que donava suport al dictador conservador, al qual s'oposaven prestigioses feministes com les germanes Paulina i Luisa Luisi.
Va signar en nom de l'Uruguai la Convenció Interamericana d'Extradició del 26 de desembre de 1933, la Convenció Interamericana sobre la Nacionalitat de les Dones del 26 de desembre de 1933 i la Convenció de Montevideo sobre els Drets i Deures dels Estats del 26 de desembre de 1933. Va representar a l'Uruguai el 1935 en la Conferència Interamericana sobre la Dona a Montevideo i posteriorment, el 1963, en la 3a Assemblea Extraordinària de la Comissió Interamericana de la Dona a Washington.

## Activitat parlamentària
En els comicis de 1942, per primera vegada en la història uruguaiana va haver dones electes al Parlament. Álvarez Vignoli (en representació del Riverisme) i Isabel Pinto de Vidal van ser les primeres senadores, no només a l'Uruguai, sinó a tot Sud-amèrica. A el mateix temps, Julia Arévalo de Roche i Magdalena Antonelli Moreno van ingressar com diputades.
El 1946 s'aprova la Llei de Drets Civils de la Dona, en la qual Álvarez Vignoli va imprimir un gir decisiu. Al respecte, durant la seva intervenció al Senat va dir:
| « | Pel que fa a l'adulteri de la dona, que plantejava la doctora Pinto de Vidal, crec que és un problema, no només legal, sinó, també, amb profundes arrels morals. Però discutir un problema d'aquesta naturalesa dins d'una llei de drets civils de la dona, seria posar un obstacle gairebé insalvable. Crec que aquest problema hauria de ser tractat per una llei per separat. Comparteixo amb la senyora Senadora Pinto de Vidal, el principi que la moral ha de ser una dins del matrimoni, però, indubtablement, la llei no pot anar més enllà del que pot la dignitat i la pròpia estimació. Qui fa el jurament de fidelitat ha de complir-lo, sigui home o sigui dona. Però jo m'oposaria a que en aquesta llei de drets civils de la dona, que li va a donar àmplia llibertat a la dona honrada, es barregés el problema de l'adulteri. Per a mi seria macular aquesta llei. Aquí estem parlant de llibertat de la bona dona i l'adulteri cau al domini del llibertinatge de la dona. Perquè la dona casada que tenint una llei de divorci com la nostra, per la qual ni tan sols té necessitat de donar una causa per obtenir-lo, màcula i profana la llar dels seus fills, violant, potser, la fe de l'home que creu tenir una dona digna de portar el seu cognom, és indigna de figurar en aquesta llei, que consagra la llibertat i els drets civils de les bones dones. D'aquestes dones que fan bon ús de la llibertat, d'aquesta llibertat que posa a les seves mans el marit i saben viure amb dignitat i amb el front net. La millor herència que podem deixar als nostres fills és un nom sense màcula; herència que cal mantenir malgrat morir de dolor. | » |

## Publicacions
- Derechos civiles y políticos de la Mujer, 1933
- Los Derechos del Niño. Comentarios al Código, 1942
- Los Derechos civiles de la Mujer, 1952